# Voldsløkkastadion
Het Voldsløkkastadion is een multifunctioneel stadion in Oslo, de hoofdstad van Noorwegen. 
Het stadion wordt bijvoorbeeld gebruikt voor voetbalwedstrijden, de voetbalclub Skeid Fotball maakte gebruik van dit stadion, voordat deze club naar het Bislettstadion verhuisde in 2007. Reden hiervoor was dat het stadion niet meer voldeed aan de standaarden waaraan het moest voldoen voor de competitie waarin werd gespeeld. In het stadion is plaats voor 4.500 toeschouwers. 